# Filmon Ghirmai

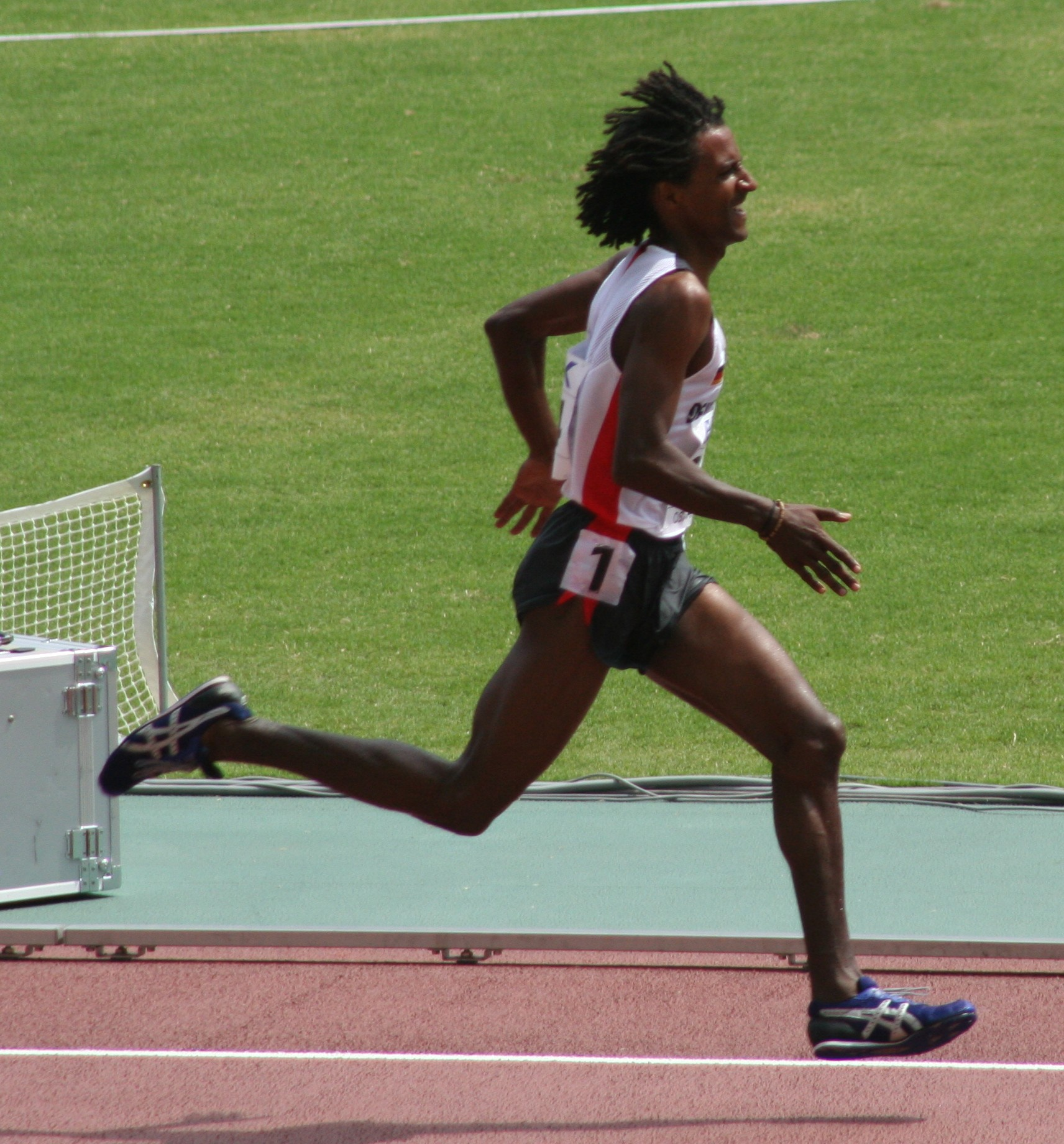
Filmon Ghirmai bei den Weltmeisterschaften 2007

Filmon Ghirmai (* 25. Januar 1979 in Asmara) ist ein deutscher ehemaliger Hindernis- und Langstreckenläufer. Er wurde sechsmal Deutscher Meister und gewann 2007 den Europacup.

## Leben
Der in der damals zu Äthiopien gehörigen Provinz Eritrea geborene Ghirmai kam im Alter von sechs Jahren mit seiner Familie aus dem vom Bürgerkrieg erschütterten Land nach Deutschland. Zunächst war er Hindernisläufer und wurde bereits 1995 Deutscher Jugendmeister. Nach weiteren Jugend- und Juniorentiteln gewann er 2002 erstmals im Erwachsenenbereich die deutsche Meisterschaft über 3000 Meter Hindernis und nahm an den Europameisterschaften in München teil.
Beim internationalen Meeting in Luzern 2003 lief er 8:20,50 min und schaffte die Norm zu den Weltmeisterschaften in Paris. Dort kam er allerdings nicht über die Vorläufe hinaus. 2004 und 2005 wurde Ghirmai erneut Deutscher Meister. Vor den Weltmeisterschaften 2005 in Helsinki wurde er jedoch wegen „fehlender Leistungsbestätigung“ aus dem Kader genommen.
Bei den deutschen Meisterschaften 2007 in Erfurt gewann er über 3000 Meter Hindernis trotz einer Adduktorenzerrung die Goldmedaille. Er profitierte dabei von einer umstrittenen Disqualifikation des Vorjahressiegers Steffen Uliczka. Diese Disqualifikation wurde selbst von Ghirmai und auch von seinem Trainer Dieter Baumann scharf kritisiert, weshalb Ghirmai nicht zur Siegerehrung erschien.
Seinen größten Erfolg feierte Ghirmai beim Europacup 2007 in München. Dort gewann der Langstreckler im Trikot des DLV den 3000-Meter-Lauf. Bei den Weltmeisterschaften in Osaka verpasste er nur knapp die Finalteilnahme. Im Juli 2007 verwendete die Zeitschrift The Economist ein Foto von Ghirmais Sieg beim Europacup im gleichen Jahr zur Illustration eines Artikels über die positive wirtschaftliche Entwicklung Deutschlands zum damaligen Zeitpunkt.
2009 wurde er zum fünften Mal Deutscher Hindernismeister sowie in einer Zeit von 29:40,06 min Deutscher Meister im 10.000-Meter-Lauf. Es war das erste Mal in seiner Karriere, dass er einen Wettkampf über diese Distanz bestritt. Vor den Olympischen Spielen 2012 in London ließ sich Ghirmai von seinem Arbeitgeber ein Jahr freistellen. Wegen Achillessehnenbeschwerden konnte er sich jedoch nicht qualifizieren und beendete dann seine Leistungssportkarriere.
Er spielte vor der Leichtathletik als Kind Fußball beim VfB Stuttgart. 1991 kam er zum TSV Gomaringen, später SG Gomaringen-Pliezhausen bzw. LAC Pliezhausen und wechselte 2003 zum LAV Tübingen. Ghirmai studierte Betriebswirtschaftslehre an der Universität Tübingen.

## Erfolge
- Siebter bei den U23-Europameisterschaften 1999 im Hindernislauf
- Zwölfter bei den Junioren-Weltmeisterschaften 1998 im Hindernislauf
- Deutscher Meister
  - 2002, 2004, 2005, 2007, 2009 im Hindernislauf
  - 2009 über 10.000 m
- Sieg beim Europacup 2007 im Hindernislauf

## Persönliche Bestleistungen
- 3000 Meter Hindernis: 8:20,50 Minuten, 25. Juni 2003 in Luzern
- 10.000 Meter: 29:28,31 Minuten, 27. Juli 2010 in Barcelona